# لوئیس بورول
لوئیس بورول (انگلیسی: Lois Burwell؛ زادهٔ ۱۹۶۰) چهره‌پرداز بریتانیایی است. او برندهٔ جایزهٔ اسکار بهترین چهره‌پردازی و آرایش مو در شصت و هشتمین دوره جوایز اسکار برای فیلم شجاع‌دل (۱۹۹۵) است. همچنین وی برای فیلم نجات سرباز رایان (۱۹۹۸) نامزد دریافت جایزهٔ اسکار شد.